# Dieter Buhl
Dieter Buhl (* 14. Januar 1935 in Dortmund) ist ein deutscher Journalist, der über drei Jahrzehnte als Mitglied und zeitweise als Ressortchef der politischen Redaktion der Wochenzeitung Die Zeit tätig war.

## Leben
Nach dem Studium der Zeitungswissenschaften/Publizistik, Anglistik und Psychologie an den Universitäten in Berlin (FU), Münster und Wien (Promotion) folgten ein Stipendiat des World Press Institute, Saint Paul, Minnesota (1963–1964) sowie postgraduelle Studien am Macalester College, Saint Paul, und an der University of Minnesota und zwei Sabbaticals (1980/1990) an der Harvard University.
Dieter Buhl begann seine journalistische Laufbahn bei der Westfälischen Rundschau Dortmund (1961–1963). Es folgten folgende weitere berufliche Stationen: BZ, Berlin, 1963, The Nashville Tennessean, 1964, und Springer Auslandsdienst New York, 1964; Von 1965 bis 1969 war er politischer Redakteur und Ressortleiter bei der Westfälischen Rundschau. Von 1969 bis 2001 war Dieter Buhl Mitglied der politischen Redaktion der ZEIT in Hamburg, zeitweise Ressortleiter und Berater der Chefredaktion.
1984 übernahm Dieter Buhl die Darstellung des Bundeskanzlers Helmut Schmidt in der englischen Fernsehproduktion „Inside Europe“; 1986 entwickelte er den Fernsehfilm „Ein Mann und seine Stadt“ mit Helmut Schmidt. Er organisierte die „ZEIT-Fluthilfe“ nach der Überschwemmungskatastrophe 1997 im östlichen Europa, die u. a. Wiederaufbauarbeiten in Zator, Tschechoslowakei, und Wilkanów, Polen umfasste. 2011 gründete er zusammen mit seiner Ehefrau Elke die „Bildungsstiftung Hörde“.
Dieter Buhl ist seit 1967 verheiratet mit Elke, geb. Watermann; er ist Vater von zwei Kindern.

## Auszeichnungen
- 1976: Theodor-Wolff-Preis
- 2004: Verdienstorden der Republik Polen

## Veröffentlichungen
Als Autor
- Window To The West. How Television from the Federal Republic of Germany Influenced Events in East Germany. Discussion Paper D-5, The Joan Shorenstein Barone Center on the Press, Politics and Public Policy, Harvard University, 1991.
- Loki. Hannelore Schmidt erzählt aus ihrem Leben. Hoffman und Campe, Hamburg 2003, ISBN 3-455-09408-2.
- Auf dem roten Teppich und fest auf der Erde. Hoffmann und Campe, Hamburg 2011, ISBN 978-3-455-50175-9.

Als Herausgeber
- DIE ZEIT. Das Lexikon. ZEIT Verlag, Hamburg 2004, ISBN 3-411-17560-5.
- Marion Gräfin Dönhoff. Wie Freunde und Weggefährten sie erlebten. (hrsg. zusammen mit der ZEIT-Stiftung Ebelin und Gerd Bucerius) Hoffmann und Campe, Hamburg 2006, ISBN 3-455-50011-0.
- DIE ZEIT. Welt- und Kulturgeschichte. Bibliographisches Institut, Berlin 2006, ISBN 3-411-17590-7.
- DIE ZEIT. Musikedition „Get into Swing“.